# Sergio Fernández Tamayo
Sergio Fernández Tamayo (Logroño, 1991. március 28. –) spanyol labdarúgó, jelenleg az SD Logroñés játékosa.

## Sikerei, díjai
MTK Budapest FC:
- Magyar labdarúgó-bajnokság harmadik helyezett: 2014–15